# Stanley Cup playoff 2001
I playoff della Stanley Cup 2001 del campionato NHL 2000-2001 hanno avuto inizio l'11 aprile 2001. Le sedici squadre qualificate per i playoff, otto da ciascuna Conference, hanno giocato una serie di partite al meglio di sette per i quarti di finale, semifinali e finali di Conference. I vincitori delle due Conference hanno disputato una serie di partite al meglio di sette per la conquista della Stanley Cup. I campioni di ciascuna Division conservarono il proprio ranking per l'intera durata dei playoff, mentre le altre squadre furono ricollocate nella graduatoria dopo ciascun turno.
Nel corso dei playoff 2001 nessun giocatore fu capace di segnare tre reti nella stessa gara, mentre i portieri furono autori in totale di 19 shutout. Delle franchigie denominate Original Six solo due si qualificarono ai playoff, i Toronto Maple Leafs e i Detroit Red Wings, mentre le squadre di New York, Chicago, Boston e Montreal furono escluse al termine della stagione regolare

## Squadre partecipanti

### Eastern Conference
1. New Jersey Devils - vincitori della Atlantic Division e della stagione regolare nella Eastern Conference, 111 punti
2. Ottawa Senators - vincitori della Northeast Division, 109 punti
3. Washington Capitals - vincitori della Southeast Division, 91 punti
4. Philadelphia Flyers - 110 punti
5. Buffalo Sabres - 98 punti
6. Pittsburgh Penguins - 96 punti
7. Toronto Maple Leafs - 90 punti
8. Carolina Hurricanes - 88 punti

### Western Conference
1. Colorado Avalanche - vincitori della Northwest Division e della stagione regolare nella Western Conference e del Presidents' Trophy, 118 punti
2. Detroit Red Wings - vincitori della Central Division, 111 punti
3. Dallas Stars - vincitori della Pacific Division, 106 punti
4. St. Louis Blues - 103 punti
5. San Jose Sharks - 95 punti
6. Edmonton Oilers - 93 punti
7. Los Angeles Kings - 92 punti
8. Vancouver Canucks - 90 punti

### Tabellone
In ciascun turno la squadra con il ranking più alto si sfidò con quella dal posizionamento più basso, usufruendo anche del vantaggio del fattore campo. Nella finale di Stanley Cup il fattore campo fu determinato dai punti ottenuti in stagione regolare dalle due squadre. Ciascuna serie, al meglio delle sette gare, seguì il formato 2–2–1–1–1: la squadra migliore in stagione regolare avrebbe disputato in casa Gara-1 e 2, (se necessario anche Gara-5 e 7), mentre quella posizionata peggio avrebbe giocato nel proprio palazzetto Gara-3 e 4 (se necessario anche Gara-6).
|  | Quarti di finale Conference | Quarti di finale Conference                      | Quarti di finale Conference |   |                     | Semifinali Conference | Semifinali Conference | Semifinali Conference |                    |                    | Finali Conference  | Finali Conference  | Finali Conference  |  |  | Finale Stanley Cup | Finale Stanley Cup | Finale Stanley Cup |
|  |                             |                                                  |                             |   |                     |                       |                       |                       |                    |                    |                    |                    |                    |  |  |                    |                    |                    |
|  | 1                           | New Jersey Devils                                | 4                           |   |                     | 1                     | New Jersey Devils     | 4                     |                    |                    |                    |                    |                    |  |  |                    |                    |                    |
|  | 8                           | Carolina Hurricanes                              | 2                           |   |                     | 7                     | Toronto Maple Leafs   | 3                     |                    |                    |                    |                    |                    |  |  |                    |                    |                    |
|  |                             |                                                  |                             |   |                     |                       |                       |                       |                    |                    |                    |                    |                    |  |  |                    |                    |                    |
|  | 2                           | Ottawa Senators                                  | 0                           |   |                     |                       |                       |                       | Eastern Conference | Eastern Conference | Eastern Conference | Eastern Conference | Eastern Conference |  |  |                    |                    |                    |
|  | 2                           | Ottawa Senators                                  | 0                           |   |                     |                       |                       |                       | Eastern Conference | Eastern Conference | Eastern Conference | Eastern Conference | Eastern Conference |  |  |                    |                    |                    |
|  | 7                           | Toronto Maple Leafs                              | 4                           |   |                     |                       |                       |                       |                    |                    |                    |                    |                    |  |  |                    |                    |                    |
|  | 7                           | Toronto Maple Leafs                              | 4                           |   |                     |                       |                       |                       |                    | 1                  | New Jersey Devils  | 4                  |                    |  |  |                    |                    |                    |
|  |                             |                                                  |                             |   |                     |                       |                       |                       |                    | 1                  | New Jersey Devils  | 4                  |                    |  |  |                    |                    |                    |
|  |                             | 6                                                | Pittsburgh Penguins         | 1 |                     |                       |                       |                       |                    |                    |                    |                    |                    |  |  |                    |                    |                    |
|  | 3                           | 6                                                | Pittsburgh Penguins         | 1 | Washington Capitals | 2                     |                       |                       |                    |                    |                    |                    |                    |  |  |                    |                    |                    |
|  | 3                           |                                                  |                             |   | Washington Capitals | 2                     |                       |                       |                    |                    |                    |                    |                    |  |  |                    |                    |                    |
|  | 6                           | Pittsburgh Devils                                | 4                           |   |                     |                       |                       |                       |                    |                    |                    |                    |                    |  |  |                    |                    |                    |
|  | 6                           | Pittsburgh Devils                                | 4                           |   |                     |                       |                       |                       |                    |                    |                    |                    |                    |  |  |                    |                    |                    |
|  |                             |                                                  |                             |   |                     |                       |                       |                       |                    |                    |                    |                    |                    |  |  |                    |                    |                    |
|  |                             |                                                  |                             |   |                     |                       |                       |                       |                    |                    |                    |                    |                    |  |  |                    |                    |                    |
|  | 4                           | Philadelphia Flyers                              | 2                           |   | 5                   | Buffalo Sabres        | 3                     |                       |                    |                    |                    |                    |                    |  |  |                    |                    |                    |
|  | 4                           | Philadelphia Flyers                              | 2                           |   | 5                   | Buffalo Sabres        | 3                     |                       |                    |                    |                    |                    |                    |  |  |                    |                    |                    |
|  | 5                           | Buffalo Sabres                                   | 4                           |   |                     | 6                     | Pittsburgh Penguins   | 4                     |                    |                    |                    |                    |                    |  |  |                    |                    |                    |
|  | 5                           | Buffalo Sabres                                   | 4                           |   |                     |                       |                       |                       |                    | E1                 | New Jersey Devils  | 3                  |                    |  |  |                    |                    |                    |
|  |                             | (Accoppiamenti ristabiliti dopo il primo turno.) |                             |   |                     |                       |                       |                       |                    | E1                 | New Jersey Devils  | 3                  |                    |  |  |                    |                    |                    |
|  |                             | W1                                               | Colorado Avalanche          | 4 |                     |                       |                       |                       |                    |                    |                    |                    |                    |  |  |                    |                    |                    |
|  | 1                           | W1                                               | Colorado Avalanche          | 4 | Colorado Avalanche  | 4                     |                       |                       | 1                  | Colorado Avalanche | 4                  |                    |                    |  |  |                    |                    |                    |
|  | 1                           |                                                  |                             |   | Colorado Avalanche  | 4                     |                       |                       | 1                  | Colorado Avalanche | 4                  |                    |                    |  |  |                    |                    |                    |
|  | 8                           | Vancouver Canucks                                | 0                           |   |                     | 7                     | Los Angeles Kings     | 3                     |                    |                    |                    |                    |                    |  |  |                    |                    |                    |
|  | 8                           | Vancouver Canucks                                | 0                           |   |                     | 7                     | Los Angeles Kings     | 3                     |                    |                    |                    |                    |                    |  |  |                    |                    |                    |
|  |                             |                                                  |                             |   |                     |                       |                       |                       |                    |                    |                    |                    |                    |  |  |                    |                    |                    |
|  | 2                           | Detroit Red Wings                                | 2                           |   |                     |                       |                       |                       |                    |                    |                    |                    |                    |  |  |                    |                    |                    |
|  | 2                           | Detroit Red Wings                                | 2                           |   |                     |                       |                       |                       |                    |                    |                    |                    |                    |  |  |                    |                    |                    |
|  | 7                           | Los Angeles Kings                                | 4                           |   |                     |                       |                       |                       |                    |                    |                    |                    |                    |  |  |                    |                    |                    |
|  | 7                           | Los Angeles Kings                                | 4                           |   |                     |                       |                       |                       | 1                  | Colorado Avalanche | 4                  |                    |                    |  |  |                    |                    |                    |
|  |                             |                                                  |                             |   |                     |                       |                       |                       | 1                  | Colorado Avalanche | 4                  |                    |                    |  |  |                    |                    |                    |
|  |                             | 4                                                | St. Louis Blues             | 1 |                     |                       |                       |                       |                    |                    |                    |                    |                    |  |  |                    |                    |                    |
|  | 3                           | 4                                                | St. Louis Blues             | 1 | Dallas Stars        | 4                     |                       |                       |                    |                    |                    |                    |                    |  |  |                    |                    |                    |
|  | 3                           |                                                  |                             |   | Dallas Stars        | 4                     |                       |                       |                    |                    |                    |                    |                    |  |  |                    |                    |                    |
|  | 6                           | Edmonton Oilers                                  | 2                           |   |                     |                       |                       |                       |                    |                    | Western Conference | Western Conference | Western Conference |  |  |                    |                    |                    |
|  | 6                           | Edmonton Oilers                                  | 2                           |   |                     |                       |                       |                       |                    |                    | Western Conference | Western Conference | Western Conference |  |  |                    |                    |                    |
|  |                             |                                                  |                             |   |                     |                       |                       |                       |                    |                    |                    |                    |                    |  |  |                    |                    |                    |
|  | 4                           | St. Louis Blues                                  | 4                           |   | 3                   | Dallas Stars          | 0                     |                       |                    |                    |                    |                    |                    |  |  |                    |                    |                    |
|  | 4                           | St. Louis Blues                                  | 4                           |   | 3                   | Dallas Stars          | 0                     |                       |                    |                    |                    |                    |                    |  |  |                    |                    |                    |
|  | 5                           | San Jose Sharks                                  | 2                           |   |                     | 4                     | St. Louis Blues       | 4                     |                    |                    |                    |                    |                    |  |  |                    |                    |                    |

## Eastern Conference

### Quarti di finale di Conference

#### New Jersey - Carolina
| Arbitri: | Dave Jackson Paul Stewart |

|               |           |                                                         |
| Vašíček 51:27 | Marcatori | 18:52 Brylin 21:25 35:20 Holik 45:06 Sýkora 47:01 Eliáš |

| Arbitri: | Bill McCreary Dan O'Halloran |

|  |           |                                 |
|  | Marcatori | 04:16 Mogil'nyj 22:32 O'Donnell |

| Arbitri: | Paul Devorski Kevin Pollock |

|                                                    |           |  |
| Holik 04:44 Gomez 07:20 McKay 21:35 Rafalski 24:37 | Marcatori |  |

| Arbitri: | Paul Devorski Dan O'Halloran |

|                           |           |                                              |
| Arnott 13:10 Sýkora 49:31 | Marcatori | 02:00 Kapanen 28:23 Tanabe 60:46 Brind'Amour |

| Arbitri: | Blaine Angus Don Van Massenhoven |

|                                           |           |                         |
| Vašíček 10:53 Kapanen 15:09 O'Neill 45:47 | Marcatori | 11:41 Gomez 59:40 Holik |

| Arbitri: | Kerry Fraser Rob Shick |

|                                                            |           |              |
| Eliáš 14:30 Brylin 15:51 McKay 37:57 46:00 Mogil'nyj 54:27 | Marcatori | 25:18 Tanabe |

#### Ottawa - Toronto
| Arbitri: | Dan Marouelli Dean Warren |

|              |           |  |
| Sundin 70:49 | Marcatori |  |

| Arbitri: | Terry Gregson Dan Marouelli |

|                                   |           |  |
| Berezin 02:49 Roberts 29:15 47:12 | Marcatori |  |

| Arbitri: | Don Koharski Stephen Walkom |

|                              |           |                                         |
| Hossa 56:51 Alfredsson 59:24 | Marcatori | 07:12 Sundin 28:18 Antropov 62:16 Cross |

| Arbitri: | Brad Watson Don Van Massenhoven |

|                |           |                                    |
| Phillips 02:30 | Marcatori | 08:56 18:07 Perreault 30:19 McCabe |

#### Washington - Pittsburgh
| Arbitri: | Don Koharski Stephen Walkom |

|  |           |              |
|  | Marcatori | 20:35 Bondra |

| Arbitri: | Blaine Angus Don Koharski |

|                             |           |              |
| Stevens 07:13 Lemieux 16:34 | Marcatori | 09:25 Bondra |

| Arbitri: | Don Van Massenhoven Brad Watson |

|  |           |                                          |
|  | Marcatori | 29:23 Stevens 44:59 Kovalëv 47:37 Hrdina |

| Arbitri: | Dave Jackson Paul Stewart |

|                                                  |           |                                          |
| Konowalchuk 07:49 49:09 Witt 39:16 Halpern 64:01 | Marcatori | 21:15 Lemieux 51:14 Jágr 53:50 Laukkanen |

| Arbitri: | Paul Devorski Rob Shick |

|                             |           |              |
| Ference 06:35 Lemieux 07:06 | Marcatori | 30:01 Gončar |

| Arbitri: | Mark Faucette Don VanMassenhoven |

|                                          |           |                                                     |
| Witt 34:07 Halpern 37:28 Johansson 57:20 | Marcatori | 07:21 Lemieux 08:59 Lang 39:59 Kovalëv 73:04 Straka |

#### Philadelphia - Buffalo
| Arbitri: | Rob Shick Don VanMassenhoven |

|                             |           |                  |
| Gratton 04:09 Gilmour 18:04 | Marcatori | 14:00 Desjardins |

| Arbitri: | Bill McCreary Brad Watson |

|                                                  |           |                                          |
| Šatan 20:47 Žitnik 29:40 Brown 43:09 McKee 78:02 | Marcatori | 13:13 Langkow 33:52 LeClair 35:33 Recchi |

| Arbitri: | Paul Devorski Kevin Pollock |

|                                             |           |                            |
| Manderville 22:37 Gagné 31:23 Delmore 51:06 | Marcatori | 03:53 Gratton 24:12 Heinze |

| Arbitri: | Don Koharski Stephen Walkom |

|                                          |           |                                                     |
| Langkow 14:16 Gagné 20:48 McGillis 50:16 | Marcatori | 01:28 Šatan 02:18 Audette 35:30 Gratton 66:13 Brown |

| Arbitri: | Kerry Fraser Dave Jackson |

|                  |           |                                        |
| Afinogenov 29:00 | Marcatori | 14:53 Gagné 36:02 Recchi 43:17 Therien |

| Arbitri: | Michael McGeough Brad Watson |

|  |           |                                                                                                  |
|  | Marcatori | 02:23 56:51 Gratton 13:20 Gilmour 17:49 Audette 18:46 Andreychuk 23:25 42:50 Dumont 26:38 Heinze |

### Semifinali di Conference

#### New Jersey - Toronto
| Arbitri: | Mark Faucette Michael McGeough |

|                             |           |  |
| Antropov 23:16 Thomas 29:02 | Marcatori |  |

| Arbitri: | Kerry Fraser Don Marouelli |

|                                                    |           |                                                                           |
| Markov 08:30 Sundin 40:29 49:33 Thomas 45:59 59:37 | Marcatori | 22:58 Gomez 25:25 Rafalski 29:27 41:07 Mogil'nyj 35:04 Madden 65:31 McKay |

| Arbitri: | Rob Shick Stephen Walkom |

|                                        |           |                         |
| Holik 09:21 Gomez 41:34 Rafalski 67:00 | Marcatori | 28:52 Valk 31:26 Thomas |

| Arbitri: | Paul Devorski Dan Koharski |

|             |           |                                         |
| Eliáš 43:57 | Marcatori | 14:30 Corson 21:21 Berezin 30:43 Sundin |

| Arbitri: | Bill McCreary Brad Watson |

|                                        |           |                           |
| McCabe 09:30 Cross 24:33 Kaberle 59:30 | Marcatori | 32:43 Sýkora 36:50 Arnott |

| Arbitri: | Don Marouelli Kevin Pollock |

|                                                      |           |                           |
| Sýkora 04:54 McKay 35:18 Rafalski 39:52 Arnott 45:58 | Marcatori | 25:07 Thomas 42:17 Sundin |

| Arbitri: | Bill McCreary Stephen Walkom |

|              |           |                                                             |
| Thomas 09:06 | Marcatori | 21:32 Nemčinov 27:13 29:12 Eliáš 34:41 Stevens 50:50 Madden |

#### Buffalo - Pittsburgh
| Arbitri: | Kerry Fraser Dean Warren |

|                                          |           |  |
| Lemieux 05:07 Hrdina 54:02 Primeau 57:40 | Marcatori |  |

| Arbitri: | Terry Gregson Michael McGeough |

|                                        |           |              |
| Lang 30:11 Ference 48:09 Kovalëv 59:57 | Marcatori | 34:40 Barnes |

| Arbitri: | Mark Faucette Rob Shick |

|                                                     |           |               |
| Brown 33:04 Woolley 49:51 Šatan 53:03 Patrick 59:39 | Marcatori | 25:34 Stevens |

| Arbitri: | Kerry Fraser Kevin Pollock |

|                                                            |           |                              |
| Dumont 01:28 Brown 19:13 Barnes 44:44 58:09 Cyplakoŭ 54:24 | Marcatori | 11:10 Straka 25:24 Laukkanen |

| Arbitri: | Don Marouelli Don Van Massenhoven |

|                          |           |                                        |
| Jágr 14:51 Morozov 22:36 | Marcatori | 29:54 Gratton 51:16 Brown 68:34 Barnes |

| Arbitri: | Bill McCreary Brad Watson |

|                                |           |                                          |
| Afinogenov 09:26 Audette 35:12 | Marcatori | 25:14 Kovalëv 58:42 Lemieux 71:29 Straka |

| Arbitri: | Dan Koharski Paul Devorski |

|                                            |           |                           |
| Ference 28:19 Lang 49:00 Kasparaitis 73:01 | Marcatori | 21:50 Dumont 40:32 Heinze |

### Finale di Conference

#### New Jersey - Pittsburgh
| Arbitri: | Kerry Fraser Brad Watson |

|              |           |                                |
| Straka 03:06 | Marcatori | 14:09 McKay 37:04 41:20 Sýkora |

| Arbitri: | Paul Devorski Kevin Pollock |

|                                                     |           |                             |
| Morozov 29:20 Kovalëv 32:17 Corbet 35:55 Lang 45:19 | Marcatori | 08:52 Pandolfo 16:34 Sýkora |

| Arbitri: | Don Koharski Rob Shick |

|                                         |           |  |
| Rafalski 08:42 Arnott 12:37 Eliáš 41:27 | Marcatori |  |

| Arbitri: | Dan Marouelli Stephen Walkom |

|                                                            |           |  |
| Eliáš 18:11 Rafalski 27:58 53:14 Sýkora 35:34 Arnott 44:17 | Marcatori |  |

| Arbitri: | Bill McCreary Michael McGeough |

|                            |           |                                             |
| Morozov 16:38 Straka 33:09 | Marcatori | 00:57 27:41 Arnott 32:23 Holik 43:32 Madden |

## Western Conference

### Quarti di finale di Conference

#### Colorado - Vancouver
| Arbitri: | Paul Devorski Kevin Pollock |

|                                                          |           |                                                 |
| Öhlund 08:26 Klatt 20:46 Bertuzzi 36:33 Jovanovski 50:17 | Marcatori | 15:22 38:55 Sakic 16:36 Blake 25:35 58:53 Drury |

| Arbitri: | Dave Jackson Paul Stewart |

|                |           |                             |
| Morrison 20:35 | Marcatori | 42:22 Nieminen 43:04 Hejduk |

| Arbitri: | Mark Faucette Michael McGeough |

|                                                    |           |                                           |
| Sakic 17:18 Drury 28:37 Foote 49:52 Forsberg 62:50 | Marcatori | 06:13 Klatt 21:37 D. Sedin 45:32 Bertuzzi |

| Arbitri: | Dan Marouelli Dean Warren |

|                                                                    |           |             |
| Drury 37:30 Forsberg 49:11 Sakic 49:28 Messier 49:49 Tanguay 57:25 | Marcatori | 53:27 Klatt |

#### Detroit - Los Angeles
| Arbitri: | Bill McCreary Michael McGeough |

|                                                |           |                                                                   |
| Buchberger 22:21 Pálffy 27:47 Robitaille 37:40 | Marcatori | 06:23 Holmström 08:51 Fëdorov 13:24 22:41 Shanahan 32:05 Larionov |

| Arbitri: | Rob Shick Stephen Walkom |

|  |           |                                                 |
|  | Marcatori | 02:16 Fëdorov 09:12 Duchesne 46:04 53:31 Kozlov |

| Arbitri: | Paul Stewart Dave Jackson |

|                |           |                                |
| Lidström 38:02 | Marcatori | 28:21 Robitaille 53:33 Stümpel |

| Arbitri: | Mark Faucette Michael McGeough |

|                                           |           |                                                           |
| Verbeek 13:57 Duchesne 21:19 Kozlov 22:51 | Marcatori | 53:53 Thomas 57:33 Stümpel 59:07 Smolinski 62:36 Bélanger |

| Arbitri: | Kerry Fraser Kevin Pollock |

|                                               |           |                            |
| Pálffy 01:15 Laperrière 21:51 Deadmarsh 41:38 | Marcatori | 40:33 Kozlov 52:46 Chelios |

| Arbitri: | Terry Gregson Don Koharski |

|                             |           |                                     |
| Verbeek 24:20 McCarty 26:42 | Marcatori | 02:19 Stümpel 50:17 64:48 Deadmarsh |

#### Dallas - Edmonton
| Arbitri: | Kerry Fraser Dennis LaRue |

|             |           |                                  |
| Smyth 26:51 | Marcatori | 38:14 Modano 62:08 Langenbrunner |

| Arbitri: | Mike Leggo Kerry Fraser |

|                                                      |           |                                          |
| Cleary 09:37 Laraque 11:34 Murray 18:14 Carter 33:32 | Marcatori | 00:26 Keane 11:12 Nieuwendyk 41:18 Sydor |

| Arbitri: | Mark Faucette Michael McGeough |

|                                      |           |                          |
| Zubov 03:06 Modano 45:51 Hogue 79:48 | Marcatori | 58:57 Smyth 59:53 Murray |

| Arbitri: | Terry Gregson Don Marouelli |

|             |           |                           |
| Keane 53:15 | Marcatori | 34:24 Carter 77:19 Comrie |

| Arbitri: | Don Koharski Kevin Pollock |

|                                        |           |                                                               |
| Carter 42:32 Weight 43:04 Brewer 45:59 | Marcatori | 06:02 Lehtinen 21:12 Langenbrunner 55:38 MacLean 68:01 Muller |

| Arbitri: | Bill McCreary Stephen Walkom |

|                                          |           |             |
| Hull 48:57 Nieuwendyk 57:07 Modano 59:16 | Marcatori | 04:44 Smyth |

#### St. Louis - San Jose
| Arbitri: | Mark Faucette Rob Shick |

|               |           |                                          |
| Marleau 51:15 | Marcatori | 37:10 Turgeon 40:38 Young 47:00 MacInnis |

| Arbitri: | Paul Devorski Kevin Pollock |

|                |           |  |
| Thornton 33:52 | Marcatori |  |

| Arbitri: | Kerry Fraser Dennis LaRue |

|                                                                           |           |                                               |
| Mellanby 02:31 Hecht 04:16 Stillman 13:49 Drake 26:17 59:21 Turgeon 37:12 | Marcatori | 16:19 Thornton 32:30 Damphousse 43:13 Granato |

| Arbitri: | Kerry Fraser Mike Leggo |

|                           |           |                                             |
| Tkachuk 19:59 Drake 59:32 | Marcatori | 20:58 Damphousse 26:49 Thornton 32:32 Nolan |

| Arbitri: | Michael McGeough Don VanMassenhoven |

|                             |           |                                        |
| Matteau 08:54 Marleau 31:56 | Marcatori | 07:07 Young 57:12 Drake 69:54 Salvador |

| Arbitri: | Don Marouelli Dean Warren |

|                              |           |              |
| Stillman 35:20 Demitra 36:12 | Marcatori | 52:31 Stuart |

### Semifinali di Conference

#### Colorado - Los Angeles
| Arbitri: | Paul Devorski Kevin Pollock |

|                                              |           |                                        |
| Murray 09:20 53:00 Emerson 29:29 Modrý 74:23 | Marcatori | 15:59 Drury 22:40 Blake 55:30 Forsberg |

| Arbitri: | Paul Devorski Don Koharski |

|  |           |                            |
|  | Marcatori | 22:29 Nieminen 55:13 Sakic |

| Arbitri: | Terry Gregson Michael McGeough |

|                                                        |           |                                                     |
| Robitaille 16:17 Murray 50:00 Modrý 74:23 Pálffy 59:20 | Marcatori | 04:33 Blake 30:43 Forsberg 48:21 Hejduk 50:34 Klemm |

| Arbitri: | Bill McCreary Don Van Massenhoven |

|                                        |           |  |
| Tanguay 23:55 Hejduk 36:27 Drury 38:13 | Marcatori |  |

| Arbitri: | Terry Gregson Stephen Walkom |

|                  |           |  |
| Robitaille 50:05 | Marcatori |  |

| Arbitri: | Mark Faucette Kerry Fraser |

|  |           |              |
|  | Marcatori | 82:41 Murray |

| Arbitri: | Dan Marouelli Rob Shick |

|               |           |                                                                  |
| Emerson 38:31 | Marcatori | 18:29 Blake 43:03 Drury 46:22 Nieminen 51:07 Podein 56:25 Hejduk |

#### Dallas - St. Louis
| Arbitri: | Rob Shick Stephen Walkom |

|                                                  |           |                              |
| Demitra 09:02 Reasoner 15:08 23:30 Turgeon 28:46 | Marcatori | 09:55 MacLean 52:22 Lukowich |

| Arbitri: | Bill McCreary Brad Watson |

|                            |           |                  |
| Reasoner 01:25 Young 09:32 | Marcatori | 59:08 Nieuwendyk |

| Arbitri: | Dan Marouelli Dean Warren |

|                        |           |                                           |
| Keane 05:29 Hull 27:53 | Marcatori | 37:59 Hecht 57:45 Chavanov 89:26 Stillman |

| Arbitri: | Kerry Fraser Mark Faucette |

|                  |           |                                                        |
| Nieuwendyk 36:40 | Marcatori | 29:28 Chavanov 34:37 Tkachuk 56:11 Pronger 58:36 Young |

### Finale di Conference

#### Colorado - St. Louis
| Arbitri: | Stephen Walkom Don Koharski |

|             |           |                                      |
| Young 20:25 | Marcatori | 04:32 54:00 Hejduk 26:45 45:18 Sakic |

| Arbitri: | Bill McCreary Michael McGeough |

|                               |           |                                                    |
| Mellanby 28:27 MacInnis 55:52 | Marcatori | 13:22 Bourque 38:04 Foote 53:21 Podein 59:52 Drury |

| Arbitri: | Kerry Fraser Brad Watson |

|                                          |           |                                                        |
| Bourque 06:46 Hinote 08:36 Messier 52:40 | Marcatori | 05:54 Chavanov 50:13 Mellanby 54:17 Mayers 90:27 Young |

| Arbitri: | Paul Devorski Kevin Pollock |

|                                                        |           |                                  |
| Reinprecht 14:13 Sakic 15:17 Bourque 15:31 Yelle 64:23 | Marcatori | 24:40 29:24 Turgeon 40:58 Mayers |

| Arbitri: | Dan Marouelli Rob Shick |

|                |           |                          |
| Salvador 33:31 | Marcatori | 31:20 Hejduk 60:24 Sakic |

## Finale Stanley Cup
La finale della Stanley Cup 2001 è stata una serie al meglio delle sette gare che ha determinato il campione della National Hockey League per la stagione 2000-2001. I Colorado Avalanche hanno sconfitto i New Jersey Devils in sette partite e si sono aggiudicati la Stanley Cup per la seconda volta nella loro storia. Per gli Avalanche fu la prima finale dopo quella del 1996, conclusa con la conquista del primo titolo, mentre per i Devils si trattò della seconda finale consecutiva dopo quella che li vide sconfiggere i Dallas Stars.

## Statistiche

### Classifica marcatori
La seguente lista elenca i migliori marcatori al termine dei playoff.

| Giocatore      | Squadra             | PG | G  | A  | Pt | +/- | MP |
| -------------- | ------------------- | -- | -- | -- | -- | --- | -- |
| Joe Sakic      | Colorado Avalanche  | 21 | 13 | 13 | 26 | +6  | 6  |
| Patrik Eliáš   | New Jersey Devils   | 25 | 9  | 14 | 23 | +11 | 10 |
| Milan Hejduk   | Colorado Avalanche  | 23 | 7  | 16 | 23 | +8  | 6  |
| Petr Sýkora    | New Jersey Devils   | 25 | 10 | 12 | 22 | +15 | 12 |
| Alex Tanguay   | Colorado Avalanche  | 23 | 6  | 15 | 21 | +13 | 8  |
| Rob Blake      | Colorado Avalanche  | 23 | 6  | 13 | 19 | +6  | 16 |
| Brian Rafalski | New Jersey Devils   | 25 | 7  | 11 | 18 | +10 | 7  |
| Mario Lemieux  | Pittsburgh Penguins | 18 | 6  | 11 | 17 | +4  | 4  |
| Chris Drury    | Colorado Avalanche  | 23 | 11 | 5  | 16 | +5  | 4  |
| Bobby Holik    | New Jersey Devils   | 25 | 6  | 10 | 16 | +1  | 37 |

### Classifica portieri
Questa è una tabella che combina i cinque migliori portieri dei playoff per media di gol subiti a gara con i cinque migliori portieri per percentuale di parate, con almeno quattro partite disputate. La tabella è ordinata per la media gol subiti, e i criteri di inclusione sono in grassetto.

| Giocatore      | Squadra             | PG | Min     | V  | S  | OTS | TC  | GS | SO | Sv%  | MGS  |
| -------------- | ------------------- | -- | ------- | -- | -- | --- | --- | -- | -- | ---- | ---- |
| Patrick Roy    | Colorado Avalanche  | 23 | 1450:56 | 16 | 7  | 3   | 622 | 41 | 4  | .934 | 1.70 |
| Roman Turek    | St. Louis Blues     | 14 | 908:26  | 9  | 5  | 1   | 382 | 31 | 0  | .919 | 2.05 |
| Martin Brodeur | New Jersey Devils   | 25 | 1504:43 | 15 | 10 | 1   | 507 | 52 | 4  | .897 | 2.07 |
| Dominik Hašek  | Buffalo Sabres      | 13 | 833:00  | 7  | 6  | 2   | 347 | 29 | 1  | .916 | 2.09 |
| Curtis Joseph  | Toronto Maple Leafs | 11 | 684:56  | 7  | 4  | 2   | 329 | 24 | 3  | .927 | 2.10 |
| Johan Hedberg  | Pittsburgh Penguins | 18 | 1123:04 | 9  | 9  | 2   | 482 | 43 | 2  | .911 | 2.30 |